# Roumdé Adjiastadion
Het Roumdé Adjiastadion is een multifunctioneel stadion in Garoua, Kameroen.
Het stadion wordt vooral gebruikt voor voetbalwedstrijden, de voetbalclub Cotonsport Garoua maakt gebruik van dit stadion. In het stadion, dat gebouwd is in 1986, is plaats voor 22.000 toeschouwers.

## Afrika Cup
| Voetbalinterlands | Voetbalinterlands | Voetbalinterlands       | Voetbalinterlands | Voetbalinterlands |
| №                 | Datum             | Wedstrijd               | Uitslag           |                   |
| ----------------- | ----------------- | ----------------------- | ----------------- | ----------------- |
| 1                 | 11 januari 2022   | Nigeria – Egypte        | 1–0               | Groepsfase        |
| 2                 | 11 januari 2022   | Soedan – Guinee-Bissau  | 0–0               | Groepsfase        |
| 3                 | 15 januari 2022   | Nigeria – Soedan        | 3–1               | Groepsfase        |
| 4                 | 15 januari 2022   | Guinee-Bissau – Egypte  | 0–1               | Groepsfase        |
| 5                 | 18 januari 2022   | Ghana – Comoren         | 2–3               | Groepsfase        |
| 6                 | 19 januari 2022   | Guinee-Bissau – Nigeria | 0–2               | Groepsfase        |
| 7                 | 23 januari 2022   | Nigeria – Tunesië       | 0–1               | Achtste finale    |
| 8                 | 29 januari 2022   | Burkina Faso – Tunesië  | 1–0               | Kwartfinale       |